# Ulica Bohaterów Bitwy Warszawskiej 1920 w Olsztynie
Ulica Bohaterów Bitwy Warszawskiej 1920 w Olsztynie - jedna z głównych ulic olsztyńskiego osiedla Nad Jeziorem Długim i częściowo osiedla Wojska Polskiego. 

## Historia
Ulica powstała w latach 2009-2012 jako część obwodnicy śródmiejskiej Olsztyna.
Do maja 2021 roku była zaliczana do ulicy Artyleryjskiej, potocznie zwana była „nową Artyleryjską”. Obecna ul. Artyleryjska jedynie łączy ul. Bohaterów Bitwy Warszawskiej 1920 z ul. Bohaterów Monte Cassino.
Nazwa ulicy upamiętnia zwycięstwo polskie w Bitwie Warszawskiej w dniach 13-15 sierpnia 1920 roku w czasie wojny polsko-sowieckiej.

## Przebieg
Ulica przebiega przez dwa osiedla. Rozciąga się wzdłuż południowej części osiedla Nad Jeziorem Długim i zachodniej części osiedla Wojska Polskiego.  
Łączy Plac Ofiar Katastrofy Smoleńskiej, będący skrzyżowaniem o ruchu okrężnym alei Schumana, ulicy Bałtyckiej i ulicy Grunwaldzkiej na zachodzie z wiaduktem przy ulicy Partyzantów i alei Wojska Polskiego na wschodzie. 
W ciągu ulicy znajdują się zabytkowe wiadukty nad Łyną oraz dawne zabytkowe koszary wojskowe. Ulicę przecinają szlaki  Kopernikowski i  Śliwy.